# RBBP5
RBBP5‏ (RB binding protein 5, histone lysine methyltransferase complex subunit) هوَ بروتين يُشَفر بواسطة جين RBBP5 في الإنسان.

## الوظيفة
البروتين المُرمَّز بواسطة هذا الجين هو بروتين نووي مُعبَّر عنه في كل مكان، وينتمي إلى عائلة فرعية عالية الحفظ من بروتينات تكرار WD. ويوجد ضمن العديد من البروتينات التي ترتبط مباشرةً ببروتين الشبكية، الذي يُنظِّم تكاثر الخلايا. يتفاعل البروتين المُرمَّز بشكلٍ تفضيلي مع بروتين الشبكية ناقص الفسفرة عبر الجيب B الرابط لـ E1A.

## التفاعل
لقد ثبت أن RBBP5 يتفاعل مع:
- ASCL2[3]
- MLL[4]
- MLL3[3]
- NCOA6[3]